# 马尔皮雷
马尔皮雷（法語：Marpiré，法語發音：[maʁpiʁe]）是法国伊勒-维莱讷省的一个市镇，位于该省东部，属于富热尔-维特雷区。

## 地理
马尔皮雷（48°8'35"N, 1°20'23"W）面积10.62 平方千米，位于法国布列塔尼大區伊勒-维莱讷省，该省份为法国西北部沿海省份，位于布列塔尼半岛东部，北濒大西洋，西接阿摩尔滨海省和莫尔比昂省，南至大西洋卢瓦尔省，西南端接曼恩-卢瓦尔省，东临马耶讷省，东北与芒什省接壤。
与马尔皮雷接壤的市镇（或旧市镇、城区）包括：拉布埃克西耶尔、尚波、沙托布尔、维莱讷河畔圣让、瓦勒迪泽。

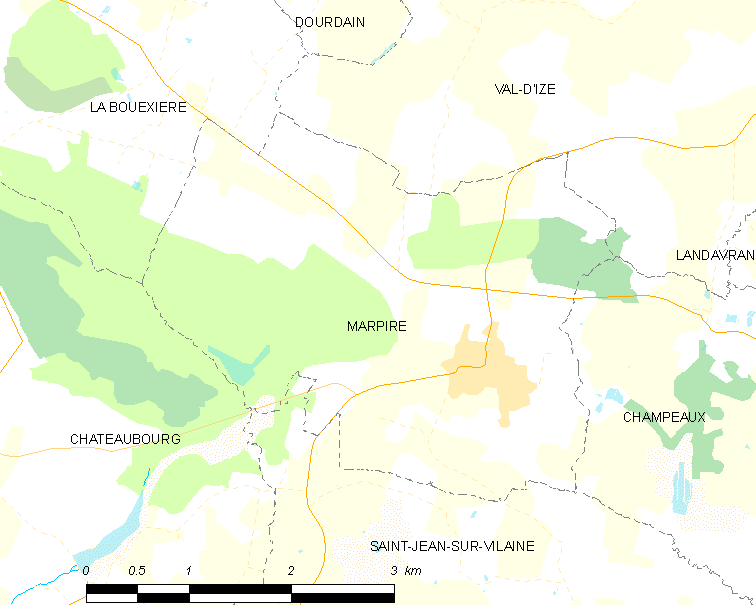
马尔皮雷的OSM定位图

马尔皮雷的时区为UTC+01:00、UTC+02:00（夏令时）。

## 行政
马尔皮雷的邮政编码为35220，INSEE市镇编码为35166。

## 政治
马尔皮雷所属的省级选区为维特雷县。

## 人口

1962-2008年间马尔皮雷人口变化图示

马尔皮雷于2022年1月1日时的人口数量为1013人。